# Tami T
Tami T, tidigare känd som Tami Tamaki, född 1987 i Göteborg, är en svensk sångerska och kompositör som uttryckligen inte vill definiera sin egen könsidentitet.
Med sin musik och konst suddar och omdefinierar Tami T ständigt gränserna för kön och könsidentitet.
Tami T ingick i punkband som tonåring och började vid 18 års ålder att producera sin egen musik. Det var inte förrän de flyttade från Göteborg till Leipzig i Tyskland 2013 som de började göra "glitter electronica" under namnet Tami Tamaki. Genombrottet kom när deras låt I Never Loved This Hard This Fast Before var med i Ester Martin Bergsmarks 2014 film Something Must Break. Sedan mars 2016 är deras artistnamn förkortat till Tami T. Artisten är sedan 2018 baserad i Stockholm.
Tami T släppte sitt debutalbum High Pitched and Moist 2019 på skivbolaget Trannytone Records. När de tillfrågades om den tungt bearbetade sången på albumet i en intervju för zine FEM, förklarade de att "genom att pitcha [rösten] upp en oktav och automatiskt stämma den, blev det en röst de kunde identifiera sig med och ett instrument de ville ha att arbeta med".
Deras musik ingick även i den norska tv-serien Skam. De har samproducerat låten "A Part of Us" på Fever Rays album Plunge från 2017 och turnerat med dem.

## Studioalbum
- High Pitched and Moist (2019)